# آلف جیوت
آلف جیوت (انگلیسی: Alf Jewett; ۱۵ نوامبر ۱۸۹۹) بازیکن فوتبال اهل بریتانیا بود.
از باشگاه‌هایی که در آن بازی کرده‌است می‌توان به باشگاه فوتبال آرسنال، باشگاه فوتبال ای‌اف‌سی بورنموث، باشگاه فوتبال لینکولن سیتی، و باشگاه فوتبال ساوت‌همپتون اشاره کرد.